# Sill (geologie)

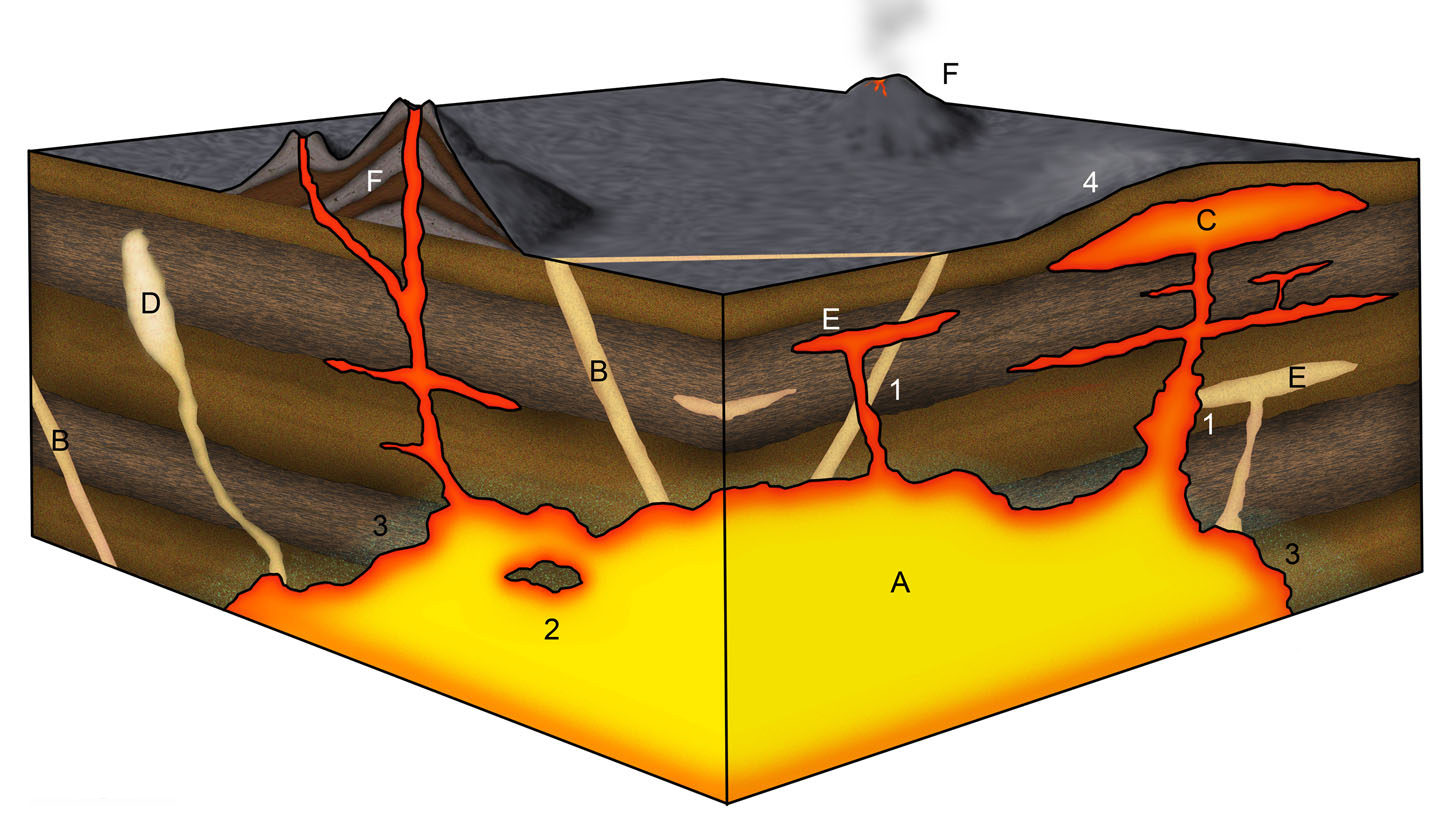
Schematische weergave van intrusielichamen in een gebied waar (felsisch) vulkanisme plaatsvindt. A = batholiet (nog niet gestold: een magmakamer); B = dike; C = laccoliet; D = pegmatiet; E = sill; F = stratovulkaan. Processen in de afbeelding: 1 = jongere intrusie snijdt door een oudere heen; 2 = xenoliet of roof pendant in een magmakamer; 3 = contactmetamorfose; 4 = aardoppervlak wordt opgeheven als gevolg van het ontstaan van een laccoliet.

Een sill is in de geologie een platte, horizontaal (in sedimentaire gesteenten concordant met sedimentlagen) liggende intrusie van gestold magma. Sills worden gevoed door (verticale) vulkanische pijpen of dikes.
Sills hebben altijd een kleine dikte vergeleken met hun horizontale afmetingen. Het kunnen enkele millimeters dunne laagjes (aders) zijn maar ook honderden meters dikke en zich vele kilometers uitstrekkende gesteentelichamen.

## Ontstaan
In de diepere korst, waar geen open scheuren of spleten meer in gesteente voorkomen, stroomt magma in de richting van de kleinste principiële spanningsrichting. Door de extra druk van het magma wordt het gesteente uit elkaar geduwd, waarbij het magma de ontstane ruimte vult. In sedimentaire gesteenten vormen de (horizontale of semi-horizontale) sedimentlagen zwakkere vlakken, waarlangs het magma gemakkelijk het gesteente kan binnendringen. Sills kunnen zich vele vierkante kilometers langs zo'n vlak uitbreiden voor het magma stolt.